# ولادیمیر مارتینوف
ولادیمیر ایوانوویچ مارتینوف (روسی: Владимир Иванович Мартынов؛ زادهٔ ۲۰ فوریهٔ ۱۹۴۶) آهنگساز اهل روسیه است. وی دانش‌آموختهٔ رشته آهنگسازی و نوازندگی پیانو در کنسرواتوار دولتی چایکوفسکی مسکو است و در سال ۱۹۷۱ فارغ‌التحصیل شد.
از فیلم‌هایی که وی در آن‌ها نقش داشته‌است، می‌توان به نبرد سه پادشاه اشاره نمود. همچنین از یکی از آهنگ‌های او که توسط کوارتت کرونوس اجرا شده، در فیلم زیبایی بزرگ استفاده شده‌است.